# Лиони
Лиони (итал. Lioni) је насеље у Италији у округу Авелино, региону Кампанија.
Према процени из 2011. у насељу је живело 4847 становника. Насеље се налази на надморској висини од 562 м.

## Становништво
Према резултатима пописа становништва 2011. у општини је живело 6.335 становника.
| 1951. | 1961. | 1971. | 1981. | 1991. | 2001. | 2011. |
| ----- | ----- | ----- | ----- | ----- | ----- | ----- |
| 6.802 | 6.515 | 5.820 | 5.886 | 6.400 | 6.110 | 6.335 |

## Партнерски градови
- Сеце
- Бергамо